# Valeriansäure
Valeriansäure, auch Pentansäure genannt, ist eine Carbonsäure aus der gleichnamigen Gruppe der vier isomeren Pentansäuren. Die kurzkettige Fettsäure kann aus der Wurzel des europäischen Baldrians (Valeriana officinalis) gewonnen werden, der jedoch überwiegend die isomere Isovaleriansäure enthält.
Valeriansäure ist nicht zu verwechseln mit Valerensäure, einem bicyclischen Sesquiterpen, das ebenfalls im Echten Baldrian vorkommt.
Die Salze und Ester der Valeriansäure heißen Valerate (Valerianate). Die Methyl-, Ethyl-, Allyl- und Isoamyl-Valeriansäureester des entsprechenden Methyl-, Ethyl-, Allyl- und Isoamylalkohols schmecken und riechen fruchtig und werden als künstliche Aromen verwendet. Valeriansäure selbst besitzt wie die homologe Buttersäure einen unangenehmen Geruch.

## Vorkommen
Die Verbindung kommt in Wurzeln und Samen der Arznei-Engelwurz (Angelica archangelica) vor, in den Fettsäuren von Kolbenhirse-Körnern (Setaria italica) ist sie in beachtlicher Menge von 37 % enthalten, sie ist auch in Algen-Arten zu finden. Weiter wurde sie gefunden in Wurzel des Kleinen Knöterichs (Persicaria minor) sowie im ätherischen Öl des Chinesischen Hasenohrs (Bupleurum chinesis).

## Eigenschaften

### Sicherheitstechnische Kenngrößen
Valeriansäure bildet bei erhöhter Temperatur entzündliche Dampf-Luft-Gemische. Mit einem Flammpunkt von 87 °C gilt die Substanz als schwer entflammbar. Der Explosionsbereich liegt zwischen 1,6 Vol.‑% als untere Explosionsgrenze (UEG) und 7,3 Vol.‑% als obere Explosionsgrenze (OEG). Die Zündtemperatur beträgt 375 °C. Der Stoff fällt somit in die Temperaturklasse T2.